# Jil Sander
Jil Sander är ett tyskt modehus som grundades 1968 av Heidemarie Jiline „Jil“ Sander. Jil Sander fick ett uppsving då den belgiske designern Raf Simons tog över designansvaret 2005. Sedan 2021 ägs märket av det italienska modebolaget OTB.